# Lista siturilor arheologice din județul Constanța - T
Lista siturilor arheologice din județul Constanța - T conține toate siturile arheologice din județul Constanța înscrise în Repertoriul Arheologic Național (RAN) și aflate în localități al căror nume începe cu litera T. RAN este administrat de Ministerul Culturii și Patrimoniului Național și cuprinde date științifice, cartografice, topografice, imagini și planuri, precum și orice alte informații privitoare la zonele cu potențial arheologic, studiate sau nu, încă existente sau dispărute.
Puteți căuta un sit din localitățile care încep cu litera T folosind formularul de mai jos sau puteți naviga prin toate siturile din județ la Lista siturilor arheologice din județul Constanța.
| Cuprins                                                       |
| ------------------------------------------------------------- |
| Top - A B C D E F G H I J K L M N O P Q R S Ș T Ț U V W X Y Z |

| Cod RAN                                  | Denumire | Localitate                      | Adresă                  | Datare                                        | Descoperit | Coordonate                                    | Imagine           | Erori            |
| ---------------------------------------- | --- | ------------------------------- | ----------------------- | --------------------------------------------- | ---------- | --------------------------------------------- | ----------------- | ---------------- |
| 61443.01.01 (Cod LMI: CT-I-s-B-02757)    | Situl arheologic de la Tariverde / ansamblu anonim (Categorie: locuire civilă) (Tip: Așezare)                              | sat Tariverde, comuna Cogealac  |                         | greco-getică sec. VI a. Chr. - sec. I p. Chr. |            |                                               | Încărcați imagine | Raportați eroare |
| 61443.01.03 (Cod LMI: CT-I-s-B-02757)    | Situl arheologic de la Tariverde / ansamblu anonim (Categorie: locuire civilă) (Tip: Așezare)                              | sat Tariverde, comuna Cogealac  |                         | sec. III-IV e.n                               |            |                                               | Încărcați imagine | Raportați eroare |
| 60543.01.01 (Cod LMI: CT-I-s-B-02760)    | Așezarea Hamangia de la Techirghiol - "Dealul Minerva" / ansamblu anonim (Categorie: locuire civilă) (Tip: Așezare)        | oraș Techirghiol                | Dealul Minerva          | Hamangia mil. IV a. Chr.                      |            |                                               | Încărcați imagine | Raportați eroare |
| 60543.02.01 (Cod LMI: CT-I-m-B-02761.02) | Situl arheologic de la Techirghiol / ansamblu anonim (Categorie: locuire civilă) (Tip: Așezare)                            | oraș Techirghiol                |                         | mil. IV a. Chr.                               |            |                                               | Încărcați imagine | Raportați eroare |
| 60543.02.02 (Cod LMI: CT-I-m-B-02761.01) | Situl arheologic de la Techirghiol / ansamblu anonim (Categorie: locuire civilă) (Tip: Așezare)                            | oraș Techirghiol                |                         | sec. I - VI                                   |            |                                               | Încărcați imagine | Raportați eroare |
| 60543.02.02 (Cod LMI: CT-I-m-B-02761.01) | Situl arheologic de la Techirghiol / complex anonim (Categorie: locuire civilă) (Tip: tezaur monetar)                      | oraș Techirghiol                |                         |                                               |            |                                               | Încărcați imagine | Raportați eroare |
| 60543.03                                 | Situl arheologic de la Techirghiol / ansamblu anonim (Categorie: locuire civilă)                                           | oraș Techirghiol                |                         |                                               |            |                                               | Încărcați imagine | Raportați eroare |
| 60543.03.01 (Cod LMI: CT-I-m-B-02762.02) | Situl arheologic de la Techirghiol / ansamblu anonim (Categorie: locuire civilă) (Tip: Așezare)                            | oraș Techirghiol                |                         | Hamangia mil. IV a. Chr.                      |            |                                               | Încărcați imagine | Raportați eroare |
| 60543.03.02 (Cod LMI: CT-I-m-B-02762.01) | Situl arheologic de la Techirghiol / ansamblu anonim (Categorie: locuire civilă) (Tip: Așezare)                            | oraș Techirghiol                |                         | sec. I - VI                                   |            |                                               | Încărcați imagine | Raportați eroare |
| 60543.03.03                              | Situl arheologic de la Techirghiol / ansamblu anonim (Categorie: locuire civilă) (Tip: Mormânt)                            | oraș Techirghiol                |                         |                                               |            |                                               | Încărcați imagine | Raportați eroare |
| 61862.01.01 (Cod LMI: CT-I-s-B-02763)    | Cetatea hallstattiană de la Tichilești / ansamblu anonim (Categorie: locuire) (Tip: Cetate de pământ)                      | sat Tichilești, comuna Horia    |                         | sec. VI - V a. Chr.                           |            |                                               | Încărcați imagine | Raportați eroare |
| 62994.02.01 (Cod LMI: CT-I-s-B-02759)    | Așezarea neolitică de la Târgușor - "Urs" / ansamblu anonim (Categorie: locuire civilă) (Tip: Așezare)                     | sat Târgușor, comuna Târgușor   | Urs                     | Hamangia mil. IV a. Chr.                      |            | 44°25′32″N 28°28′45″E / 44.42556°N 28.47917°E | Încărcați imagine | Raportați eroare |
| 62994.02.02 (Cod LMI: CT-I-s-B-02759)    | Așezarea neolitică de la Târgușor - "Urs" / ansamblu anonim (Categorie: locuire civilă) (Tip: Așezare)                     | sat Târgușor, comuna Târgușor   | Urs                     | Gumelnița                                     |            | 44°25′32″N 28°28′45″E / 44.42556°N 28.47917°E | Încărcați imagine | Raportați eroare |
| 62994.02.03 (Cod LMI: CT-I-s-B-02759)    | Așezarea neolitică de la Târgușor - "Urs" / ansamblu anonim (Categorie: locuire civilă) (Tip: Așezare)                     | sat Târgușor, comuna Târgușor   | Urs                     | Coslogeni                                     |            | 44°25′32″N 28°28′45″E / 44.42556°N 28.47917°E | Încărcați imagine | Raportați eroare |
| 62994.02.04 (Cod LMI: CT-I-s-B-02759)    | Așezarea neolitică de la Târgușor - "Urs" / ansamblu anonim (Categorie: locuire civilă) (Tip: Așezare)                     | sat Târgușor, comuna Târgușor   | Urs                     |                                               |            | 44°25′32″N 28°28′45″E / 44.42556°N 28.47917°E | Încărcați imagine | Raportați eroare |
| 63054.01 (Cod LMI: CT-I-s-B-02764)       | Cetatea romană de la Topalu - Dealul Cichirgeaua / ansamblu anonim (Categorie: locuire civilă)                             | sat Topalu, comuna Topalu       | Dealul Cichirgeaua      |                                               |            | 44°36′43″N 28°02′39″E / 44.61189°N 28.04408°E | Încărcați imagine | Raportați eroare |
| 63054.01.01 (Cod LMI: CT-I-s-B-02764)    | Cetatea romană de la Topalu - Dealul Cichirgeaua / ansamblu anonim (Categorie: locuire civilă) (Tip: Cetate)               | sat Topalu, comuna Topalu       | Dealul Cichirgeaua      | sec. II - IV d.Hr.                            |            | 44°36′43″N 28°02′39″E / 44.61189°N 28.04408°E | Încărcați imagine | Raportați eroare |
| 62896.01.01 (Cod LMI: CT-I-s-B-02765)    | Așezarea elenistică de la Traian / ansamblu anonim (Categorie: locuire civilă) (Tip: Locuire)                              | sat Traian, comuna Săcele       |                         | greacă sec. III - I a. Chr.                   |            |                                               | Încărcați imagine | Raportați eroare |
| 62896.02.01 (Cod LMI: CT-I-s-B-02766)    | Așezarea romană de la Traian / ansamblu anonim (Categorie: locuire civilă) (Tip: Locuire)                                  | sat Traian, comuna Săcele       |                         | sec. I - IV                                   |            |                                               | Încărcați imagine | Raportați eroare |
| 62896.03.01 (Cod LMI: CT-I-s-B-02767)    | Așezarea medievală timpurie de la Traian - "Valea lui Costea" / ansamblu anonim (Categorie: locuire civilă) (Tip: Așezare) | sat Traian, comuna Săcele       | Valea lui Costea        | sec. X - XI                                   |            |                                               | Încărcați imagine | Raportați eroare |
| 62896.04.01 (Cod LMI: CT-I-s-A-02768)    | Tumulii de la Traian / ansamblu anonim (Categorie: descoperire funerară) (Tip: Grup de tumuli)                             | sat Traian, comuna Săcele       |                         |                                               |            | 44°30′29″N 28°41′50″E / 44.50804°N 28.69733°E | Încărcați imagine | Raportați eroare |
| 60730.01.01 (Cod LMI: CT-I-m-B-02769.02) | Situl arheologic de la Tuzla / ansamblu anonim (Categorie: locuire civilă) (Tip: Așezare)                                  | sat Tuzla, comuna Tuzla         |                         | greacă sec. III a. Chr.                       |            | 43°59′24″N 28°39′59″E / 43.99°N 28.66639°E    | Încărcați imagine | Raportați eroare |
| 60730.01.02 (Cod LMI: CT-I-m-B-02769.01) | Situl arheologic de la Tuzla / ansamblu Stratonis (Categorie: locuire civilă) (Tip: Așezare)                               | sat Tuzla, comuna Tuzla         |                         | sec. V - VI                                   |            | 43°59′24″N 28°39′59″E / 43.99°N 28.66639°E    | Încărcați imagine | Raportați eroare |
| 60730.02.01 (Cod LMI: CT-I-s-B-02770)    | Așezarea romană de la Tuzla / ansamblu anonim (Categorie: locuire civilă) (Tip: Așezare)                                   | sat Tuzla, comuna Tuzla         |                         | romană sec. III - IV                          |            |                                               | Încărcați imagine | Raportați eroare |
| 60730.03.01 (Cod LMI: CT-I-s-B-02771)    | Situl arheologic de la Tuzla / ansamblu anonim (Categorie: locuire civilă) (Tip: Așezare)                                  | sat Tuzla, comuna Tuzla         |                         | sec. II - III                                 |            |                                               | Încărcați imagine | Raportați eroare |
| 60730.03.02 (Cod LMI: CT-I-s-B-02771)    | Situl arheologic de la Tuzla / ansamblu anonim (Categorie: locuire civilă) (Tip: Așezare)                                  | sat Tuzla, comuna Tuzla         |                         |                                               |            |                                               | Încărcați imagine | Raportați eroare |
| 60730.04.01 (Cod LMI: CT-I-m-B-02772.04) | Situl arheologic de la Tuzla / ansamblu anonim (Categorie: locuire civilă) (Tip: Așezare)                                  | sat Tuzla, comuna Tuzla         |                         |                                               |            |                                               | Încărcați imagine | Raportați eroare |
| 60730.04.02 (Cod LMI: CT-I-m-B-02772.04) | Situl arheologic de la Tuzla / ansamblu anonim (Categorie: locuire civilă) (Tip: Așezare)                                  | sat Tuzla, comuna Tuzla         |                         |                                               |            |                                               | Încărcați imagine | Raportați eroare |
| 60730.04.03 (Cod LMI: CT-I-m-B-02772.02) | Situl arheologic de la Tuzla / ansamblu anonim (Categorie: locuire civilă) (Tip: Val)                                      | sat Tuzla, comuna Tuzla         |                         |                                               |            |                                               | Încărcați imagine | Raportați eroare |
| 60730.04.04 (Cod LMI: CT-I-m-B-02772.01) | Situl arheologic de la Tuzla / ansamblu anonim (Categorie: locuire civilă) (Tip: Șanț de apărare)                          | sat Tuzla, comuna Tuzla         |                         |                                               |            |                                               | Încărcați imagine | Raportați eroare |
| 62994.01.01 (Cod LMI: CT-I-m-B-02758.01) | Situl arheologic de la Târgușor - "Ester" / ansamblu anonim (Categorie: locuire civilă) (Tip: Așezare)                     | sat Târgușor, comuna Târgușor   | Ester                   | sec. VI - VIII                                |            |                                               | Încărcați imagine | Raportați eroare |
| 62994.01.02 (Cod LMI: CT-I-m-B-02758.02) | Situl arheologic de la Târgușor - "Ester" / ansamblu anonim (Categorie: locuire civilă) (Tip: Necropolă)                   | sat Târgușor, comuna Târgușor   | Ester                   | sec. VII - VIII                               |            |                                               | Încărcați imagine | Raportați eroare |
| 62994.01.03 (Cod LMI: CT-I-s-B-02758)    | Situl arheologic de la Târgușor - "Ester" / ansamblu Vatra satului (Categorie: locuire civilă) (Tip: Așezare)              | sat Târgușor, comuna Târgușor   | Ester                   | sec. XIII -XVIII                              |            |                                               | Încărcați imagine | Raportați eroare |
| 62994.01.04 (Cod LMI: CT-I-s-B-02758)    | Situl arheologic de la Târgușor - "Ester" / ansamblu Vatra satului (Categorie: locuire civilă) (Tip: Așezare)              | sat Târgușor, comuna Târgușor   | Ester                   |                                               |            |                                               | Încărcați imagine | Raportați eroare |
| 62994.03.01                              | Așezarea romană de la Târgușor - "Sectorul zootehnic" / ansamblu anonim (Categorie: locuire civilă) (Tip: Așezare)         | sat Târgușor, comuna Târgușor   | Sectorul zootehnic      | sec.I p.Chr.-sec.III. P.Ch.                   |            |                                               | Încărcați imagine | Raportați eroare |
| 62994.04.01                              | Locuire în peșteră de la Târgușor - La Adam / ansamblu anonim (Categorie: locuire) (Tip: Locuire)                          | sat Târgușor, comuna Târgușor   | La Adam                 | premusternian                                 |            | 44°27′58″N 28°28′39″E / 44.46611°N 28.4775°E  | Încărcați imagine | Raportați eroare |
| 62994.04.02                              | Locuire în peșteră de la Târgușor - La Adam / ansamblu anonim (Categorie: locuire) (Tip: Locuire)                          | sat Târgușor, comuna Târgușor   | La Adam                 |                                               |            | 44°27′58″N 28°28′39″E / 44.46611°N 28.4775°E  | Încărcați imagine | Raportați eroare |
| 62994.04.03                              | Locuire în peșteră de la Târgușor - La Adam / ansamblu anonim (Categorie: locuire) (Tip: locuire)                          | sat Târgușor, comuna Târgușor   | La Adam                 | Musterian                                     |            | 44°27′58″N 28°28′39″E / 44.46611°N 28.4775°E  | Încărcați imagine | Raportați eroare |
| 62994.04.04                              | Locuire în peșteră de la Târgușor - La Adam / ansamblu anonim (Categorie: locuire) (Tip: Locuire)                          | sat Târgușor, comuna Târgușor   | La Adam                 | Aurignacian                                   |            | 44°27′58″N 28°28′39″E / 44.46611°N 28.4775°E  | Încărcați imagine | Raportați eroare |
| 62994.04.05                              | Locuire în peșteră de la Târgușor - La Adam / ansamblu anonim (Categorie: locuire) (Tip: Locuire)                          | sat Târgușor, comuna Târgușor   | La Adam                 | gravettian                                    |            | 44°27′58″N 28°28′39″E / 44.46611°N 28.4775°E  | Încărcați imagine | Raportați eroare |
| 62994.04.06                              | Locuire în peșteră de la Târgușor - La Adam / ansamblu anonim (Categorie: locuire)                                         | sat Târgușor, comuna Târgușor   | La Adam                 | Gumelnița                                     |            | 44°27′58″N 28°28′39″E / 44.46611°N 28.4775°E  | Încărcați imagine | Raportați eroare |
| 62994.04.07                              | Locuire în peșteră de la Târgușor - La Adam / ansamblu anonim (Categorie: locuire)                                         | sat Târgușor, comuna Târgușor   | La Adam                 | romană                                        |            | 44°27′58″N 28°28′39″E / 44.46611°N 28.4775°E  | Încărcați imagine | Raportați eroare |
| 62967.01.01                              | Așezarea romană de la Tortomanu / ansamblu anonim (Categorie: locuire) (Tip: Locuire)                                      | sat Tortoman, comuna Tortoman   |                         | 32-31 a.Chr                                   |            |                                               | Încărcați imagine | Raportați eroare |
| 63054.02.01                              | Așezarea din peștera de la Topalu / ansamblu anonim (Categorie: așezare) (Tip: Așezare)                                    | sat Topalu, comuna Topalu       |                         | Aurignacian                                   | 1928       |                                               | Încărcați imagine | Raportați eroare |
| 61443.02                                 | Tumului din epoca bronzului de la Tariverde / ansamblu anonim (Categorie: descoperire funerară)                            | sat Tariverde, comuna Cogealac  |                         |                                               |            |                                               | Încărcați imagine | Raportați eroare |
| 61443.02.01                              | Tumului din epoca bronzului de la Tariverde / ansamblu anonim (Categorie: descoperire funerară) (Tip: movilă)              | sat Tariverde, comuna Cogealac  |                         | Yamnaia                                       |            |                                               | Încărcați imagine | Raportați eroare |
| 62994.05.01                              | Așezarea tardenoisiană de la Târgușor - La Grădină / ansamblu anonim (Categorie: așezare) (Tip: Așezare)                   | sat Târgușor, comuna Târgușor   | La Grădină              | tardenoisian                                  |            |                                               | Încărcați imagine | Raportați eroare |
| 63081.01.01                              | Așezarea Latene de la Topraisar / ansamblu anonim (Categorie: locuire) (Tip: Așezare)                                      | sat Topraisar, comuna Topraisar |                         |                                               |            |                                               | Încărcați imagine | Raportați eroare |
| 63081.02.01                              | Mormântul de la Topraisar / ansamblu anonim (Categorie: descoperire funerară) (Tip: Mormânt)                               | sat Topraisar, comuna Topraisar |                         |                                               |            |                                               | Încărcați imagine | Raportați eroare |
| 62994.06.01                              | Așezarea Hamangia de la Târgușor - Sitorman / ansamblu anonim (Categorie: așezare) (Tip: Așezare)                          | sat Târgușor, comuna Târgușor   | Sitorman                | Hamangia                                      |            | 44°25′32″N 28°29′01″E / 44.42556°N 28.48361°E | Încărcați imagine | Raportați eroare |
| 62994.06.02                              | Așezarea Hamangia de la Târgușor - Sitorman / ansamblu anonim (Categorie: așezare) (Tip: Așezare)                          | sat Târgușor, comuna Târgușor   | Sitorman                | Gumelnița                                     |            | 44°25′32″N 28°29′01″E / 44.42556°N 28.48361°E | Încărcați imagine | Raportați eroare |
| 62994.06.03                              | Așezarea Hamangia de la Târgușor - Sitorman / ansamblu anonim (Categorie: așezare)                                         | sat Târgușor, comuna Târgușor   | Sitorman                | gravettian                                    |            | 44°25′32″N 28°29′01″E / 44.42556°N 28.48361°E | Încărcați imagine | Raportați eroare |
| 61443.03.01                              | Locuiri sporadice la Tariverde - Duingi Dere, Marele cot / ansamblu anonim (Categorie: locuire) (Tip: Locuire)             | sat Tariverde, comuna Cogealac  | Duingi Dere, Marele cot |                                               |            |                                               | Încărcați imagine | Raportați eroare |
| 61443.03.02                              | Locuiri sporadice la Tariverde - Duingi Dere, Marele cot / ansamblu anonim (Categorie: locuire) (Tip: Locuire)             | sat Tariverde, comuna Cogealac  | Duingi Dere, Marele cot |                                               |            |                                               | Încărcați imagine | Raportați eroare |
| 61443.03.03                              | Locuiri sporadice la Tariverde - Duingi Dere, Marele cot / ansamblu anonim (Categorie: locuire) (Tip: Locuire)             | sat Tariverde, comuna Cogealac  | Duingi Dere, Marele cot | Dridu                                         |            |                                               | Încărcați imagine | Raportați eroare |
| 61443.04.01                              | Situl arheologic de la Tariverde II / ansamblu anonim (Categorie: locuire) (Tip: Așezare)                                  | sat Tariverde, comuna Cogealac  |                         | Gumelnița                                     |            |                                               | Încărcați imagine | Raportați eroare |
| 61443.04.02                              | Situl arheologic de la Tariverde II / ansamblu anonim (Categorie: locuire) (Tip: Așezare)                                  | sat Tariverde, comuna Cogealac  |                         | geto-dacică                                   |            |                                               | Încărcați imagine | Raportați eroare |
| 61443.04.03                              | Situl arheologic de la Tariverde II / ansamblu anonim (Categorie: locuire) (Tip: Așezare)                                  | sat Tariverde, comuna Cogealac  |                         | romană                                        |            |                                               | Încărcați imagine | Raportați eroare |
| 61443.05.01                              | Așezarea romană timpurie de la Tariverde III / ansamblu anonim (Categorie: locuire) (Tip: Așezare)                         | sat Tariverde, comuna Cogealac  |                         | romană                                        |            |                                               | Încărcați imagine | Raportați eroare |
| 61443.06.01                              | Așezarea Dridu de la Tariverde IV / ansamblu anonim (Categorie: locuire) (Tip: Locuire)                                    | sat Tariverde, comuna Cogealac  |                         | Dridu                                         |            |                                               | Încărcați imagine | Raportați eroare |
| 61381.05.01                              | Situl arheologic de la Tariverde / ansamblu anonim (Categorie: așezare) (Tip: Așezare)                                     | sat Tariverde, comuna Cogealac  | fostul CAP              | Gumelnița                                     |            | 44°34′23″N 28°35′28″E / 44.57306°N 28.59111°E | Încărcați imagine | Raportați eroare |
| 61381.05.02                              | Situl arheologic de la Tariverde / ansamblu anonim (Categorie: așezare) (Tip: Așezare)                                     | sat Tariverde, comuna Cogealac  | fostul CAP              |                                               |            | 44°34′23″N 28°35′28″E / 44.57306°N 28.59111°E | Încărcați imagine | Raportați eroare |
| 61381.05.03                              | Situl arheologic de la Tariverde / ansamblu anonim (Categorie: așezare) (Tip: Așezare)                                     | sat Tariverde, comuna Cogealac  | fostul CAP              |                                               |            | 44°34′23″N 28°35′28″E / 44.57306°N 28.59111°E | Încărcați imagine | Raportați eroare |
| 61381.05.04                              | Situl arheologic de la Tariverde / ansamblu anonim (Categorie: așezare) (Tip: Așezare)                                     | sat Tariverde, comuna Cogealac  | fostul CAP              |                                               |            | 44°34′23″N 28°35′28″E / 44.57306°N 28.59111°E | Încărcați imagine | Raportați eroare |
| 61381.05.05                              | Situl arheologic de la Tariverde / ansamblu anonim (Categorie: așezare) (Tip: Așezare)                                     | sat Tariverde, comuna Cogealac  | fostul CAP              |                                               |            | 44°34′23″N 28°35′28″E / 44.57306°N 28.59111°E | Încărcați imagine | Raportați eroare |
| 60543.04.01                              | Situl arheologic de la Techirghiol - "Dealul Urluchioi" / ansamblu anonim (Categorie: așezare) (Tip: Așezare)              | oraș Techirghiol                | Dealul Urluchioi        | Hamangia                                      |            | 44°01′07″N 28°33′04″E / 44.01861°N 28.55111°E | Încărcați imagine | Raportați eroare |
| 60543.04.02                              | Situl arheologic de la Techirghiol - "Dealul Urluchioi" / ansamblu anonim (Categorie: așezare) (Tip: Așezare)              | oraș Techirghiol                | Dealul Urluchioi        | Gumelnița                                     |            | 44°01′07″N 28°33′04″E / 44.01861°N 28.55111°E | Încărcați imagine | Raportați eroare |
| 60543.04.03                              | Situl arheologic de la Techirghiol - "Dealul Urluchioi" / ansamblu anonim (Categorie: așezare) (Tip: Așezare)              | oraș Techirghiol                | Dealul Urluchioi        |                                               |            | 44°01′07″N 28°33′04″E / 44.01861°N 28.55111°E | Încărcați imagine | Raportați eroare |
| 63054.03.01                              | Tell-ul de la Topalu - Movila Cichirgeaua / ansamblu anonim (Categorie: descoperire funerară) (Tip: Tell)                  | sat Topalu, comuna Topalu       | Movila Cichirgeaua      | Gumelnița                                     |            | 44°36′48″N 28°02′18″E / 44.61333°N 28.03828°E | Încărcați imagine | Raportați eroare |